# Ђорђе Радић
Ђорђе Радић (Велики Бечкерек, 22. април 1839 — Краљево, 11. октобар 1922) био је први српски доктор пољопривредних наука и један од најзначајнијих пољопривредних стручњака које је Србија имала у XIX и на почетку XX века.

## Биографија
Ђорђе Радић рођен је у Великом Бечкереку, 22. априла 1839. године у свештеничкој породици која се често селила. Основну школу завршио је у Великом Бечкереку, а гимназију у Оравици, Араду, Карловцима и Винковцима. Пољопривредни факултет завршио је у Колчавки код Прага, где је дипломирао 1859. године. Велики пољопривредни испит положио са оценом "одличан у сваком правцу" пред државног Патриотско-економског друштва за Краљевину Чешку - као први Србин. Ступио је одмах на имање председника испитне комисије кнеза Карла Шварценберга, да практично извежба оно што је изучио. Практичне радове је наставио по Чешкој код грофа Туна, па у Банату на имањима велепоседника Ерцхерцога Албрехта и грофа Чеконића.
Професорски испит положио је 1864. године у Бечу и започео наставни рад у новосадској реалки. Покренуо је 1862. године у Новом Саду стручни економски лист "Сељак", који уређује и пише чланке. У Новом Саду поред рада у школи, бави се практично својим огледним пољем, одржава пчеларник и живинарник, а на располагању му је лепа збирка пољопривредних справа и алата. Одржава често јавна предавања нарочито из градинарства. Помаже Матици српској чији је члан од 1864. године, као контролор код писања годишњих извештаја о стању Текелијиног фонда (1865).
Када је објавио 1867. године у Новом Саду веома популарну и читану по целом српству, књигу "Вођа при газдовању српском народу", на првој страни је објавио импресиву друштвену белешку о себи. Био је члан бројних удружења и друштава (пољопривредих, баштованских, шумарских, пчеларски, свиларских, еконмских, сељачких...) широм Европе, као у Прагу, Пешти, Пожуну, Дражђанима (Дрездену), Маријенведреу и Берлину, Целу, Брислу, Ерфурту, Готи, Фрауендорфу, Фрикенштајну, Рајтлигену, Берауну и другима. Носилац је и економског признања "златни плуг".
Докторирао је у 1867. године у Бечу и тако постао први доктор агрономије у Србији. Након положеног доктората, исте године кнез Михаило Обреновић затражио је од Ђорђа Радића да му се изради нацрт за подизање прве пољопривредне (земљоделске) школе у Србији. Исте године кнез га је о свом трошку послао у Париз на пољопривредни сајам, да на светској изложби проучи економску струку. Путовао је у Француску да по кнежевој вољи проучи живинарство. Радић је из Емдена донео расне гуске, да их размножи у Србији.

## Оснивач Српског пољопривредног друштва
У Србији је у то време било веома мало пољопривредних стручњака који су се школовали ван земље. Ђорђе Радић као истакнути пољопривредни стручњак био је један од оснивача Друштва за пољску привреду (Српско пољопривредно друштво) које је основано 1869. године. Изабран је за секретара друштва и уредника часописа Тежак.
Архивска заоставштина сведочи да је Ђорђе на почетку свог рада затекао потпуно заосталу пољопривреду. То је био период у коме је нејака српска привреда покушала да ухвати корак са развијеним западним земљама. Зато је путовао по Србији и проучавао стање и држао предавања за пољопривреднике, по малим местима.

## Организатор пољопривредних изложби
Ђорђе Радић био је организатор пољопривредних изложби:
- прве пољопривредне изложбе која је одржана у Крагујевцу 27. септембра 1870. године.
- друге пољопривредне изложбе која је одржана у Топчидеру 17. септембра 1871. Године.
- треће пољопривредне изложбе која је одржана у Крагујевцу 24. септембра 1872. године.

## Оснивач пољопривредних школа
Ђорђе Радић је 1872. године у Пожаревцу основао Земљоделско-шумарску школу. Напустио је место секретара у Друштву за пољску привреду, јер је постављен за професора те школе. У тој школи радио је као професор до 1875. године, када је на позив књаза Црне Горе Николе I Петровића отишао у Црну гору да у Даниловграду оснује Земљоделску школу. Међутим, након пар година због рата с Турцима, школа се морала укинути. Ђорђе Радић се 1880. године вратио из Црне Горе у Србију, где је поново постављен за професора Земљоделско-шумарске школе.
Године 1882, основано је Министарство за Народну привреду. Пошто нису имали стручне људе у Министарству морали су да укину Земљоделско-шумарску школу у Пожаревцу, како би се њени професори могли поставити за чиновнике Министарства. Исте године донет је Закон о нижим пољопривредним школама.
Прва Ратарска школа отворена је у Краљеву 1882. године. Ђорђе Радић поставњен је за управника и професора те школе. На том положају остао до 1888. године када одлази у пензију. Др Ђорђе Радић умро је у Краљеву 11. октобра 1922. године у 84. години.
Први доктор агрономије у Србије написао је у својој каријери преко 50 научних студија и приближно толико књига у едицији "Пољопривредни списи". Био је почасни члан Српске краљевске академије. Био је редовни, дописни и почасни члан у 67 пољопривредних и културних друштва (међу којима су и 3 америчка). Носилац је 14 српских и страних ордења.

## Занимљивост
Ђорђе Радић је у часопису Тежак 19. априла 1892. године на страни 10-11 објавио јавни позив за прикупљање чланака, радова и препорука за писање књиге о познавању и неговању цвећа. После пар године, 1895. године излази прва књига о гајењу цвећа под називом "Познавање и нега цвећа" на преко 750 стана. Издавач је била држава, тачније књижевни фонд Илије М. Коларца, а књига је била посвећена „Најлепшем српском цвету, краљици Наталији“
По њему је названа Пољопривредно-хемијска школа „Др Ђорђе Радић“ Краљево.

## Галерија
- Радић Ђ., Повртарство за школу и народ : са 5 табала бојадисаних слика и 174 дрвореза у слогу - Панчево : штампарија браће Јовановића, 1878.
- Радић Ђ., О гајењу пиварског јечма : са сликама - Београд : Српско пољопривредно друштво, 1904.
- Радић Ђ., Пољопривредна читанка : за сеоске школе : са сликама - Београд : Издање Дворске књижаре Мите Стајића, 1900.
- Радић Ђ., Очење или калемљење с' листом. - У Београду : Државна штампарија, 1872.
- Радић Ђ., Јагода : са 68 слика у слогу. - У Новоме Саду : Издање и штампа А. Пајевића, 1883.
- Радић Ђ., Плуг од постанка нěговог до данас : С' додатком "Зашто се код нас слабо новии плугови уводе?" : за землěдěлце и любителě - У Новом Саду : брзотиском Епископске кньигопечатнě, 1861.
- Радић Ђ., Домаћи живинарски љекар : Са дрворезима - У Новоме Саду : Печатња Игњата Фукса, 1869.
- Радић Ђ., Гајење пољских усева : са 105 дрвореза - Ново поправљено издање. - У Београду : у Државној штампарији, 1870.
- Радић Ђ., Наука о земљодјелству. 1, Опште и посебно ратарство : са 197 слика у тексту - У Београду : Државна штампарија, 1879.
- Радић Ђ., Воћарство : са сликама у слогу и са засебним таблама у природним бојама. Књ. 1 - Београд : Штампарија "Доситије Обрадовић", 1910.
- Радић Ђ., Моја педесетогодишњица књижевнога и културнога рада на унапређењу српске пољске привреде : 1861-1911 - Београд : Штампарија "Доситије Обрадовић", 1911.